# Aristolochia pubera
Aristolochia pubera är en piprankeväxtart som beskrevs av F. Bauer och Pierre Étienne Simon Duchartre. Aristolochia pubera ingår i släktet piprankor, och familjen piprankeväxter. Utöver nominatformen finns också underarten A. p. aromatica.